# Albalophosaurus
Albalophosaurus ('thằn lằn mào trắng') là một chi khủng long Ceratopsia, được mô tả khoa học năm 2009 từ những hóa thạch tìm thấy năm 1997 bởi Yoshinori Kobayashi tại thành hệ Kuwajima thuộc Nhật Bản.